# Sylvain Ducange
Pour les articles homonymes, voir Ducange.
Sylvain Ducange, né le 5 avril 1963 à Port-au-Prince en Haïti et mort le 8 juin 2021 à Mirebalais, est un évêque haïtien, évêque auxiliaire de Port-au-Prince (Haïti) de 2016 à 2021.

## Biographie
Sylvain Ducange effectue sa scolarité successivement à l'école primaire Saint-Esprit de Lascahobas, puis à l'école Saint-Gabriel et au collège Dominique Savio.
En 1984, il entame ses études supérieures à la faculté de sciences religieuses de la conférence haïtienne des religieux puis, en 1985, il rejoint le noviciat salésien de Jarabacoa en République dominicaine. Il acquiert une première expérience d'enseignement au collège Dominique Savio de Pétion-Ville en 1986-1987 puis il retourne en République dominicaine pour suivre cycle de théologie de 1987 à 1989 à l'université catholique Madre y Maestra de Saint-Domingue. Après avoir dirigé pendant deux ans l'école primaire Fondation Saint-Vincent à Cap-Haïtien, il part pour Bruxelles où il suit le cycle de théologie à l'Institut d'études théologiques de 1991 à 1994. Il prononce ses vœux solennels chez les salésiens en 1992 et est ordonné prêtre le 8 juillet 1995 à Port-au-Prince. 
Il retourne en Europe en 1996 pour suivre à l'université pontificale salésienne de Rome un cursus en science de l'éducation. 
De retour en Haïti en 1999, il exerce différents ministères dans le domaine de l'enseignement et au service de la province salésienne. de janvier 2010 à janvier 2016, il est supérieur provincial des salésiens en Haïti. 
François le nomme évêque titulaire de Novæ (de) et évêque auxiliaire de Port-au-Prince le 4 juin 2016. Il reçoit la consécration épiscopale le 27 août suivant des mains de Mgr Louis Kébreau sdb, archevêque émérite de Cap-Haïtien avec comme co-consécrateurs Guire Poulard et Quesnel Alphonse.